# El doctor Mabuse (película)
El doctor Mabuse (en alemán: Dr. Mabuse der Spieler)  es una película muda alemana de 1922 dirigida por Fritz Lang, siendo esta el primer film sobre el personaje homónimo creado por Norbert Jacques. Esta protagonizada por Rudolf Klein-Rogge, Aud Egede Nissen, Lil Dagover, Gertrude Welcker, Alfred Abel y Bernhard Goetzke.
Fue estrenada originalmente en dos partes, estrenadas un mes aparte: Dr. Mabuse: El gran jugador (Der große Spieler: Ein Bild der Zeit) y Dr. Mabuse: El infierno (Inferno: Ein Spiel von Menschen unserer Zeit).
La película tendría dos secuelas sonoras dirigidas por Lang: El testamento del Dr. Mabuse (1933) y Los crímenes del Dr. Mabuse (1960).

## Reparto
- Rudolf Klein-Rogge - Dr. Mabuse
- Aud Egede-Nissen - Cara Carozza
- Gertrude Welcker - Gräfin Dusy Told
- Alfred Abel - Graf Told (Richard Fleury en la versión estadounidense)
- Bernhard Goetzke - El fiscal del estado Norbert von Wenck (Inspector jefe De Witt en la versión estadounidense)
- Paul Richter - Edgar Hull
- Robert Forster-Larrinaga - Spoerri
- Hans Adalbert Schlettow - Georg, el chofer
- Georg John - Pesch
- Charles Puffy - Hawasch
- Grete Berger - Fine, sirviente
- Julius Falkenstein - Karsten
- Lydia Potechina - Die Russin / Mujer Rusa
- Julius E. Herrmann - Emil Schramm

## Producción
La producción de la primera parte de El doctor Mabuse empezó mientras la novela en la que se basa, Doctor Mabuse de Norbert Jacques, aún se estaba serializando. La película realizó una serie de cambios importantes con respecto a la versión del libro. En el libro, los personajes se involucran en constantes soliloquios que no se habrían adaptado bien al cine, en particular una película muda que habría requerido muchos intertítulos para que funcionara. La película también eliminó una subtrama en la que se muestra que las acciones de Mabuse están motivadas por el deseo de crear su propio país dentro de América del Sur. El historiador de cine David Kalat señala que al eliminar la referencia a la motivación de Mabuse, Lang comienza a deshumanizar al personaje, lo que ayudó a que el personaje se convirtiera en una franquicia. Pero Kalat también señala que esto elimina la ironía del hecho de que muchos espectadores vieron a Mabuse como una representación de aspectos de Adolf Hitler, y muchos nazis huyeron a Sudamérica después de la Segunda Guerra Mundial.
Lang y von Harbou también agregaron algunos elementos a la película que no estaban en la novela. Una de las habilidades clave de Mabuse en la película es el de falsificador, pero en la novela nunca se involucró en esto. El papel de Mabuse en la falsificación de dinero se suma al subtexto social y a los temas de la película. La apertura de la película, un tour de force de 20 minutos que presenta el mito de Mabuse, tampoco estaba en la novela. La introducción comienza con Mabuse barajando unas fotos como si fueran cartas que determinarán qué disfraz usará ese día y culmina con Mabuse manipulando una caída del mercado de valores. Kalat encuentra la inspiración de esta secuencia en la obra de Louis Feuillade, Fantômas II: Juve contre Fantômas, de 1913. El final de la segunda parte de doctor Mabuse también es exclusivo de la película.
La película incorpora una serie de efectos especiales como animación y superposiciones. Un aspecto que fue aplaudido en el lanzamiento original de la película fue la escena nocturna de la persecución de automóviles en la que Wenk persigue a Mabuse, que David Kalat calificó como la ejecución más exitosa de esa fotografía nocturna hasta ese momento.
Fue durante la producción de esta película que Lang y von Harbou comenzaron su romance que finalmente resultaría en su matrimonio. Aunque von Harbou estaba casada con Klein-Rogge en ese momento, su separación fue amistosa y no creó un problema para la película.

## Temas
Un tema clave en la película es la disolución de la sociedad alemana después de la Primera Guerra Mundial. La película retrata, de forma exagerada, las difíciles condiciones vividas durante el período que hace que el mundo de la película sea una distopía. El falso dinero sin valor creado por Mabuse refleja al marco alemán casi sin valor durante la hiperinflación sucedida a causa de la impresión excesiva de dinero por parte de la República de Weimar para pagar las reparaciones de guerra. Los vaivenes del mercado de valores, las salas de juego y las miserables condiciones de vida de los pobres que se muestran en la película también fueron reflejos de la situación en Alemania en ese momento.

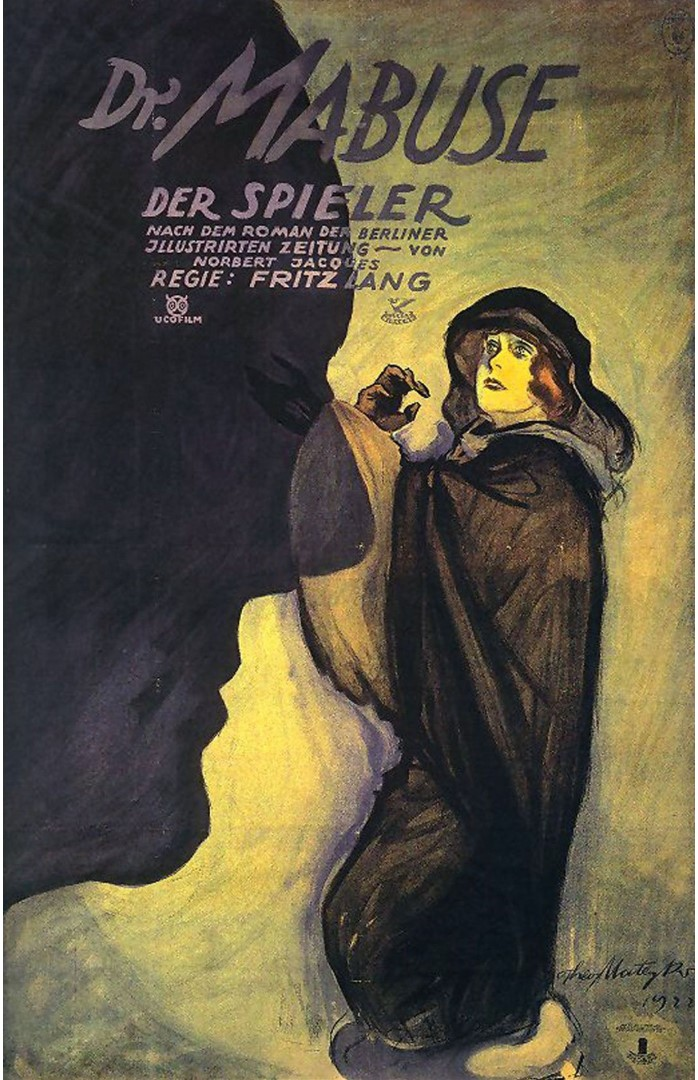
Poster contemporáneo de la película, obra de Theo Matejko

El personaje del doctor Mabuse también puede verse como una representación del «poder del mal o una psique interior distorsionada». El erudito Paul Jensen interpretó a Mabuse como «un símbolo que unía todos los factores negativos de Alemania en ese momento». La película describe problemas difíciles como la delincuencia desenfrenada, el dinero sin valor y un mercado de valores volátil que, por lo tanto, está bajo el control de un solo hombre. Bernd Widdig señala que si bien El doctor Mabuse no es una película antisemita, algunos aspectos del personaje de Mabuse pueden haber reflejado los estereotipos contemporáneos de los judíos, especialmente porque sus obras como psicoanalistas, banquero, vendedor ambulante y revolucionario, son una idea de los estereotipos judíos de la época, y es consistente con las opiniones sobre los judíos de algunos alemanes contemporáneos, ya que sus manipulaciones fueron responsables de los problemas de la sociedad. Un crítico nazi contemporáneo escribió que Mabuse era «una figura judía por excelencia» que atraviesa el tiempo con el objetivo singular de «dominar el mundo» independientemente de las consecuencias para los demás y cuyo descenso a la locura provocó que sus crímenes queden impunes en lo que el crítico describió como «el caso típico del criminal judío». Por otro lado, Mabuse con su poder hipnótico sobre las masas en busca del mal también ha sido visto como un presagio de Adolf Hitler. En la secuela El testamento del Dr. Mabuse, el vínculo entre el personaje de Mabuse y los nazis se fortalece. Lang declaró que veía a Mabuse como un Übermensch nietzscheano. Lang también vio al personaje de Mabuse como emblemático de un cierto tipo de acumulador de dinero en la Alemania de Weimar al que se refiere como un "Raffke". El productor de doctor Mabuse, Erich Pommer, dijo que la película era una descripción del conflicto contemporáneo entre los conservadores liberales y los espartaquistas marxistas en el que el personaje de Mabuse representaba a los espartaquistas. Otros puntos de vista le dieron temas populistas en la película.
Otro tema de la película es la vigilancia y el ver sin ser visto. Otro tema más es el del ser versus la apariencia, retratado a través de los disfraces de Mabuse y a través de edificios cuyos interiores parecen inconsistentes con sus exteriores.

## Recepción
Berliner Illustrirte Zeitung llamó a la primera parte como «el intento de crear una imagen de nuestros tiempos caóticos» en su número del 30 de abril de 1922. Continuó afirmando que «le dará a la gente dentro de cincuenta o cien años una idea de una edad que difícilmente podrían comprender sin tal documento». Film-Kurier elogió la «brillante actuación» de Klein-Rogge y la dirección «sensible pero experimentada» de Lang.
Cuando la película se estrenó en los Estados Unidos en 1927, lo hizo como una sola película que tenía menos de la mitad de la duración de la versión original de dos partes, tras lo cual The New York Times la criticó por ser demasiado larga y por la «sobreactuación hiperbólica». Pero cuando finalmente se lanzó la versión completa en los Estados Unidos en el Festival de Cine de Nueva York de 1973, la crítica del Times, Nora Sayre, la elogió como «algo muy bueno» y «posiblemente el éxito del festival».
Variety elogió la trama de la película por su «velocidad y vida» y reconoció que puede resultar confusa. También afirmó que las mejores partes de la película fueron las escenas entre Mabuse y Von Wenk. Time Out criticó la película por su narrativa «desorganizada y errática» y su comprensión «inestable» de la realidad social, pero elogió sus «destellos de inspiración». El crítico de Entertainment Weekly, Tim Purtell, calificó la película con una A-, comparando al villano titular con los de las películas de James Bond y Misión imposible. Purtell elogió particularmente los giros «bruscos» de la trama, las imágenes asombrosas» y la actuación de Klein-Rogge. El agregador de reseñas de películas Rotten Tomatoes informó una calificación de aprobación del 94%, basada en 16 reseñas, con una calificación promedio de 7,5/10.